# 薩姆納鎮區 (密歇根州)
薩姆納鎮區（英語：Sumner Township）是位於美國密歇根州格拉希厄特縣的一個行政鎮區。

## 地方資料
薩姆納鎮區的面積為93.10平方千米，當中陸地面積為93.00平方千米，而水域面積為0.10平方千米。根據2020年美國人口普查的數據，當地共有人口1863人，而人口密度為每平方千米20.01人。